# HMS Orpheus (1773)
HMS Orpheus (1773) — 32-пушечный фрегат 5 ранга Королевского флота. Первый британский корабль, названный в честь мифологического Орфея.

## Постройка
Заказан 25 декабря 1770 года. Заложен в мае 1771 года. Спущен на воду в 7 мая 1773 года на частной верфи Barnard в Харвиче. Достроен 11 июня 1773 года на королевской верфи в Ширнесс.
Строился по чертежам HMS Lowestoffe 1760 года с некоторыми изменениями. В частности, Слейд удлиннил его по килю на 14 ½ дюймов и несколько округлил обводы в районе миделя. Оба корабля по этому чертежу оказались тяжелее на ходу, чем прототип. Проект был одобрен Адмиралтейским комитетом под председательством Хока 3 января 1771 года, перед самым его уходом.

## Служба
1773 — вступил в строй в апреле, капитан Джон Мак-Брайд (англ. John MacBride); 22 июня корабль присутствовал на королевском смотре флота, затем крейсировал в Канале.
1774 — август, выведен в резерв и рассчитан.

### Американская революционная война
Участвовал в Американской революционной войне.
1775 — июль, повторно введен в строй, капитан Чарльз Хадсон (англ. Charles Hudson); август-октябрь, оснащение в Плимуте для американской службы; 30 сентября ушел в Северную Америку.
1776 — 28 июня, крейсировал у Кейп-Мэй вместе со шлюпом HMS Kingfisher; после полудня Kingfisher обнаружил американский приватир Nancy, напрвлявшийся к берегу, и начал погоню, следом Orpheus.
На рассвете 29 июня британцы возобновили погоню. Не имея шансов уйти в залив Делавэр, Nancy выбросилась на берег в заводи Тёртл-гат. С помощью американских Lexington, Reprisal и Wasp команда начала свозить с неё груз — порох и оружие. Orpheus, не рискуя входить на мелководье, держался мористее и вел обстрел из пушек. К тому времени, когда он послал катер с абордажной партией, около 3/4 пороха было снято. Подожженная командой Nancy взорвалась. При этом погибли штурманский помощник и ещё шесть человек с Kingfisher. Из американских потерь известно только о гибели лейтенанта Reprisal Ричарда Викса.
Август-сентябрь, Orpheus был при штурме Нью-Йорка, в том числе в бухте Кип, где истратил 5376 фунтов пороха за 45 минут.
1778 — был при Ньюпорте; 8 августа покинут и сожжен в заливе Наррагансет, во избежание французского плена. Команда сошла на берег и добралась до Ньюпорта.